# Sainte-Suzanne-sur-Vire

Sainte-Suzanne-sur-Vire este o comună în departamentul Manche, Franța. În 1 ianuarie 2022 avea o populație de 694 de locuitori.